# Minh Tân, Nam Sách
Minh Tân là một xã nằm ở phía tây nam huyện Nam Sách, tỉnh Hải Dương, Việt Nam.

## Địa lý

### Vị trí địa lý
Xã Minh Tân nằm ở phía tây nam huyện Nam Sách và cách trung tâm huyện lỵ khoảng 4 km, có vị trí địa lý:
- Phía bắc giáp xã Thái Tân
- Phía đông giáp xã Hồng Phong
- Phía tây giáp huyện Cẩm Giàng
- Phía nam và phía đông nam giáp thành phố Hải Dương.

Xã Minh Tân có diện tích 6,59 km², dân số năm 2012 là 4.530 người, mật độ dân số đạt 687 người/km².

### Điều kiện tự nhiên
Đất đai: Đất phù sa do sông Thái Bình bồi đắp, nhưng hiện nay chỉ còn ở thôn Mỹ Xá, do các thôn còn lại có đê bao bọc.
Sông ngòi: Sông Thái Bình là ranh giới phía tây và nam của xã.

## Hành chính
Xã Minh Tân được chia thành 5 thôn: Mỹ Xá, Uông Thượng, Uông Hạ, Hùng Thắng, Mạc Xá.
- Mỹ Xá (xưa gọi là: Đặng Xá, tên Nôm: Dẫy)
- Uông Thượng (tên chữ: Uông Thượng, tên Nôm: Quàn)
- Uông Hạ (tên chữ: Giang Hạ, tên Nôm: Rọ)
- Hùng Thắng (tên chữ: Cổ Phường, tên Nôm: Đầng)
- Mạc Xá (tên chữ: Mạc Xá, tên Nôm: ?).

## Lịch sử
Thời Lê sơ thuộc huyện Thanh Lâm.
Cho tới năm 1925, thuộc tổng Thượng Triệt: tổng này khi đó bao gồm 10 xã Chu Đậu (nay thuộc xã Thái Tân), Đông Giang, Kim Phô, Thượng Triệt, Nam Giang (nay thuộc xã Thượng Đạt) và Hùng Thắng, Mạc Xá, Mỹ Xã, Uông Hạ, Uông Thượng).
Sau khi bỏ tổng, tách 5 xã sau cùng ra thành xã Minh Tân như ngày nay.

## Kinh tế
- Kinh tế chủ yếu là nông nghiệp trồng lúa nước và hoa màu. Ngoài ra còn một số loại hình tiểu thủ công nghiệp (chiếu, cói) và dịch vụ kinh doanh khác. Trước đây có nghề gốm sứ, nhưng đã thất truyền. Cụ thể xem bài Gốm Chu Đậu-Mỹ Xá.
- Tốc độ tăng trưởng kinh tế: Tăng theo tốc độ tăng trưởng chung của huyện và tỉnh.

## Giáo dục
Các trường học trên địa bàn xã:
1. Trường MN xã Minh Tân
2. Trường TH xã Minh Tân
3. Trường THCS Minh Tân.

## Văn hóa
Đình Mỹ Xá là di tích lịch sử–văn hoá đã được UBND tỉnh Hải Dương xếp hạng kể từ tháng 2 năm 2009 do gắn liền với các hoạt động của Nguyễn Thái Học đầu năm 1930 để chuẩn bị phát động khởi nghĩa Yên Bái. Hiện nay có nhà kỷ niệm Nguyễn Thái Học tại thôn Hùng Thắng. Thôn Hùng Thắng cũng là nơi Đặng Huyền Thông, ông tổ nghề gốm Chu Đậu-Mỹ Xá sinh sống và lập nghiệp. Hùng Thắng vốn có tên là Cổ Phường - phường thợ gốm, nơi đây cũng là một làng gốm nổi tiếng. Tại đây, dòng họ Đặng đã quy tụ đông đúc, cho xây lò, nung gốm, biến làng thành một điểm phụ sản xuất của trung tâm gốm Chu Đậu-Mỹ Xá. Đền thờ Đặng Huyền Thông xây dựng tại thôn Hùng Thắng đã được Nhà nước Việt Nam xếp hạng Di tích lịch sử văn hoá cấp quốc gia năm 2004. Di chỉ khảo cổ học Mỹ Xá được khai quật năm 1996, tại thôn Mỹ Xá. Các nhà khảo cổ đã tiến hành hiện cứu trên diện tích 60 m². Hiện vật thu được gồm: 8.935 mảnh bao nung, 1.404 con kê, 87 chồng gốm dính nhau. Riêng con kê có sáu loại: hình vành khăn, hình nón cụt, hình đĩa, hình bầu dục, hình đĩa có chân, hình vành khăn có chân. Bao nung có ba loại: hình trụ, hình ống, hình bầu dục. Qua phát hiện những vấn đề kỹ thuật chồng xếp bao nung, con kê cũng như kỹ thuật nung của gốm Chu Đậu-Mỹ Xá cũng được làm sáng tỏ.

## Danh nhân
Xã Uông Hạ cũ (nay là thôn Uông Hạ) là quê hương của Trần Quốc Lặc, người đỗ kinh trạng nguyên khoa Bính Thìn niên hiệu Nguyên Phong thứ 6 (1256) thời Trần Thái Tông. Ông làm quan đến Thượng thư. Sau khi mất, vua phong làm Phúc thần, hiệu là Mạnh Đạo đại vương.
Sau ông có Nguyễn Tuyên Cần cùng xã đỗ đệ tam giáp đồng tiến sĩ xuất thân khoa Đinh Mùi năm Hồng Đức thứ 18 (1487) thời Lê Thánh Tông. Ông làm quan tới chức Hữu Thị lang Bộ Hình, sau khi mất được tặng Thượng thư Bộ Lễ tước Thận Lộc hầu.
Nguyễn Đức Khâm cùng quê đỗ đệ nhị giáp tiến sĩ xuất thân (đứng hạng 5 sau 3 người đỗ đệ nhất giáp tiến sĩ xuất thân là trạng nguyên Lê Ích Mộc, bảng nhãn Lê Sạn, thám hoa Nguyễn Văn Thái và người đứng đầu đệ nhị giáp tiến sĩ xuất thân là Nguyễn Cảnh Diễn) còn Mạc Văn Uy người xã Mặc Xá (nay là thôn Mạc Xá) đỗ đệ tam giáp tiến sĩ (hạng 59) trong cùng khoa thi Nhâm Tuất niên hiệu Cảnh Thống thứ 5 (1502) đời Lê Hiến Tông. Nguyễn Đức Khâm làm quan tới Giám sát ngự sử còn Mạc Văn Uy tới Hiến sát sứ.
Sau này còn có Vương Duy Thông quê thôn Uông Hạ đỗ tiến sĩ khoa Nhâm Tuất năm Thuần Phúc thứ nhất (1562) thời Mạc Mậu Hợp.